# Annika Langvadová
Annika Langvadová (22. března 1984 Silkeborg) je dánská cyklistka, závodnice na horském kole.

## Sportovní kariéra
S jízdou na horském kole začala až ve 22 letech při studiu zubního lékařství.
Od té doby se stala třikrát mistryní světa v maratonu. Od roku 2014 třikrát zvítězila spolu s Ariane Kleinhans v ženské kategorii ve více než 700kilometrovém závodě Cape Epic, přičemž podruhé nechala tato dvojice soupeřky více než hodinu za sebou.
V roce 2015 vyhrála závod Leadville 100 (v délce 160 km) v americkém státě Colorado, přičemž se stala první ženou, která dojela v čase pod sedm hodin.
V červenci 2016 suverénně zvítězila na MS horských kol v Novém Městě na Moravě v disciplíně cross country.